# Beomjoidosi 4
Beomjoidosi 4 (bra: Força Bruta: Punição) é um filme sul-coreano de 2024, do gênero ação criminal, dirigido por Heo Myung-haeng e estrelado por Ma Dong-seok, Kim Mu-yeol, Park Ji-hwan e Lee Dong-hwi.
O filme foi selecionado na seção 'Berlinale Special Gala' no Festival Internacional de Cinema de Berlim e exibido em 23 de fevereiro de 2024. Foi lançado nos cinemas em 24 de abril de 2024 nos formatos de exibição IMAX e 4DX e recebeu resposta positiva dos críticos.

## Elenco
- Ma Dong-seok como Ma Seok-do
- Kim Mu-yeol como Baek Chang-ki
- Park Ji-hwan como Jang Yi-soo (chinês: 張夷帥, Zhang Yishuai)
- Lee Dong-hwi como Chang Dong-cheol

## Resposta da crítica
No site agregador de críticas Rotten Tomatoes, 90% das 20 resenhas dos críticos são positivas, com uma classificação média de 7/10.